# Michael Cudlitz
Michael Cudlitz (Long Island, 29 de desembre de 1964) és un actor estatunidenc. Més conegut per interpretar el paper del sergent Denver "Bull" Randleman a la minisèrie Band of Brothers, l'agent John Cooper a la sèrie Southland i el sergent Abraham Ford a la sèrie The Walking Dead.

## Primers anys de vida
Cudlitz va néixer el 29 de desembre de 1964 a Long Island, Nova York, i es va criar a Lakewood Township, Nova Jersey. El 1982 es va graduar a Lakewood High School. És llicenciat en Belles Arts per l'Institut de les Arts de Califòrnia, on es va graduar el 1990.

## Vida privada
Cudlitz està casat amb Rachel Cudlitz. Es van conèixer mentre estudiants de CalArts. La parella té un fill i una filla.

## Carrera

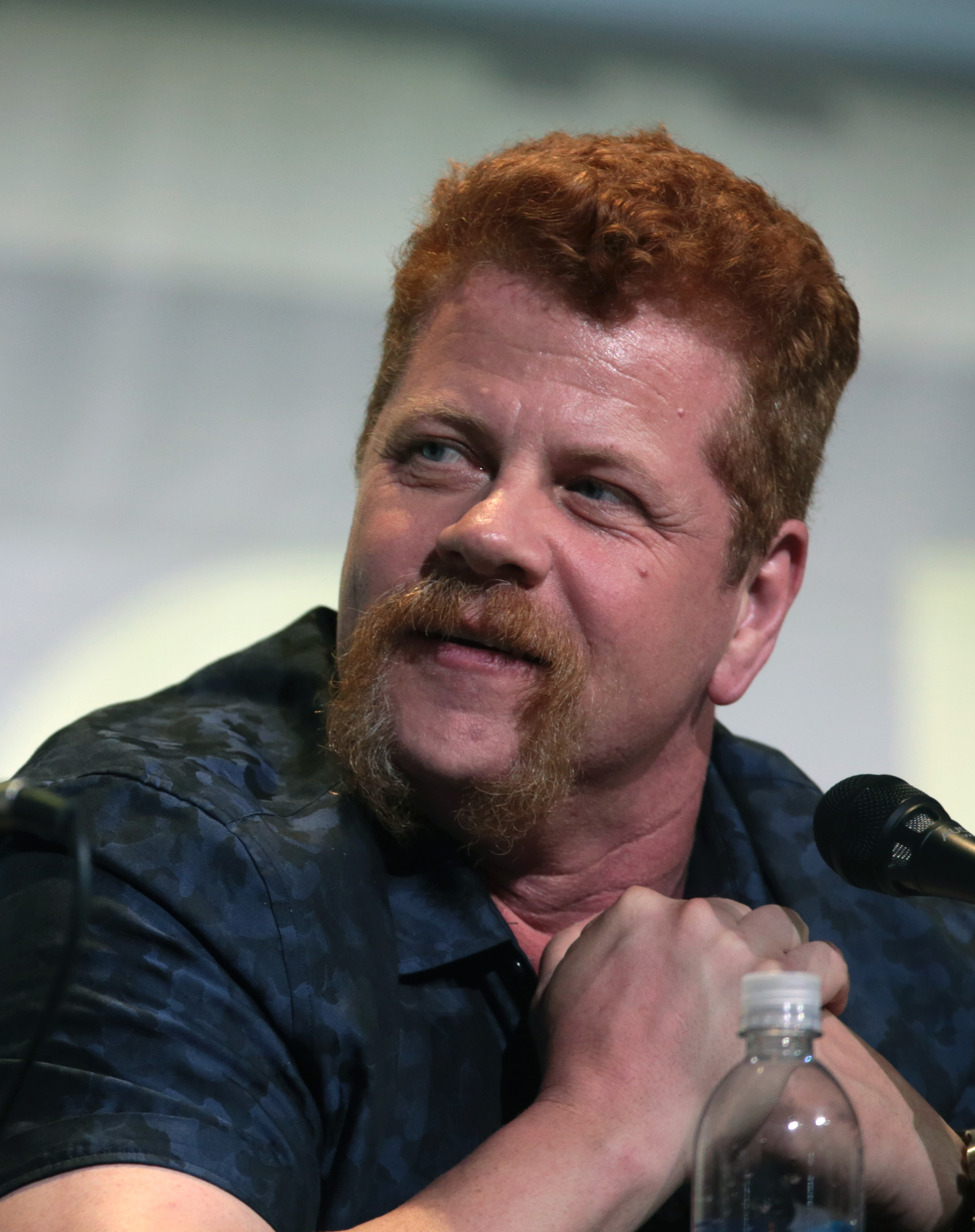
Micheal Cudlitz el 2016

Mentre assistia al California Institute of the Arts, Cudlitz va aconseguir el paper a Band of Brothers i va treballar a la producció de televisió i cinema al departament d'art de diversos espectacles. Cudlitz va ser coordinador de construcció a Beverly Hills, 90210.
El seu primer paper d'actuació va ser a la pel·lícula de 1989 Crystal Ball, interpretant Scottie. Altres papers van ser Tony Miller a Beverly Hills, 90210 i Tad Overton a Dragon: The Bruce Lee Story i CSI: Crime Scene Investigation, les segones temporades de 24, Lost, sèries FOX Standoff 
i Prison Break. També va participar en la pel·lícula El riu de la vida. Va ser protagonista convidat a Over There. Va interpretar a Bob Destepello a la pel·lícula de 1997 Un assassí una mica especial. També va fer un paper de 30 segons com a barman a la pel·lícula Les forces de la natura el 1999.

## Filmografia

### Actor
| Any  | Títol                        | Paper                     |
| ---- | ---------------------------- | ------------------------- |
| 1992 | El riu de la vida            | Chub                      |
| 1993 | Dragon: The Bruce Lee Story  | Tad Overton               |
| 1996 | D3: The Mighty Ducks         | Cole                      |
| 1997 | Un assassí una mica especial | Bob Destepello            |
| 1998 | The Negotiator               | Palermo                   |
| 1999 | Les forces de la natura      | Bartender                 |
| 2006 | La prova del crim            | Sal 'Gummy Bear' Franzone |
| 2008 | Sex Drive                    | Rick                      |
| 2009 | Crossing Over                | San Pedro                 |
| 2009 | Surrogates                   | Colonel Brendan           |
| 2009 | Stolen o Stolen Lives        | Jonas                     |
| 2012 | Rogue River                  | Sheriff Boyd              |
| 2012 | Dark Tourist                 | Jim                       |
| 2013 | Pawn Shop Chronicles         |                           |
| 2013 | César Chávez                 | Sheriff Smith             |
| 2018 | Driven                       | Morgan Hetrick            |
| 2019 | Five Women in the End        | PJ Weller                 |

| Any        | Títol                          | Paper                                  | Notes                   |
| ---------- | ------------------------------ | -------------------------------------- | ----------------------- |
| 1991       | 21 Jump Street                 | Dennis Richards                        | 5x20                    |
| 1991       | L.A. Law                       | Passerby                               | 6x03                    |
| 1991–1992  | Growing Pains                  | Chuck                                  | 7x08, 7x14              |
| 1992       | Step by Step                   | Ed                                     | 1x14                    |
| 1992       | Life Goes On                   | Ernie                                  | 3x16                    |
| 1992–1993  | Beverly Hills, 90210           | Tony Miller                            | 11 episodis             |
| 1993       | Against the Grain              | Bud Hardeman                           | 1x01-1x02               |
| 1994       | Picket Fences                  | White Teenager #1                      | 3x06                    |
| 1995       | The Marshal                    | Gary Lowell                            | 2x09                    |
| 1996       | ER                             | Bomber ferit                           | 2x16                    |
| 1996       | Pacific Blue                   | Brett Andrews                          | 2x06                    |
| 1996       | Renegade                       | Patch / Beau                           | 4x20, 5x08              |
| 1997; 2004 | JAG                            |                                        | 2x11, 9x17              |
| 1997       | Party of Five                  | Schuyler                               | 4x02                    |
| 1998       | Touched by an Angel            | Landau                                 | 4x19                    |
| 1998       | NYPD Blue                      | Joshua                                 | 5x19                    |
| 1998       | Home Improvement               | Kyle                                   | 8x01                    |
| 1999       | Buffy the Vampire Slayer       | Bob                                    | 3x13                    |
| 1999       | Chicago Hope                   |                                        | 5x21                    |
| 1999       | Snoops                         | Michael Keppler                        | 1x07                    |
| 2000       | Love & Money                   | Joe                                    | 1x10-1x11               |
| 2001       | Walker Texas Ranger            | State Trooper                          | 9x19                    |
| 2001       | Six Feet Under                 | Dennis                                 | 1x08                    |
| 2001       | Band of Brothers               | Denver "Bull" Randleman                | 9 episodis              |
| 2001       | The Mind of the Married Man    | Contractista                           | 1x07-1x08               |
| 2001       | Philly                         | Joe                                    | 1x11                    |
| 2001; 2009 | CSI: Crime Scene Investigation | Officer William Spencer / Josh Barston | 2x09, 9x11              |
| 2002       | The Practice                   | Russell Hampton                        | 6x11                    |
| 2002       | Family Law                     | Darren Carson                          | 3x07                    |
| 2002       | Fastlane                       | Det. Ray Cornwright                    | 1x02                    |
| 2002       | En directe des de Bagdad       | Tom Murphy                             | Pel·lícula de televisió |
| 2002–2003  | 24                             | Rick Phillips                          | 2x07-2x08-2x09          |
| 2004–2005  | Without a Trace                | Mark Casey Freddy Katen                | 2x14, 3x22              |
| 2004       | Nip/Tuck                       | Brody                                  | 2x05                    |
| 2005       | Las Vegas                      | Brian Carlton Venturi                  | 2x12                    |
| 2005       | Medical Investigation          | Lt. Troy Adams                         | 1x15                    |
| 2005       | CSI: Miami                     | Mac' MacKern                           | 3x16                    |
| 2005       | Line of Fire                   | Jury Membre                            | 1x11                    |
| 2005       | Over There                     | Colonel Ryan                           | 1x03                    |
| 2005       | The Dead Zone                  | Herb Smith                             | 4x09                    |
| 2005       | Prison Break                   | Oficial Robert 'Bob' Hudson            | 1x06-1x07               |
| 2005       | Wanted                         | Dep. Reed                              | 1x10                    |
| 2005       | Sleeper Cell                   | LAPD Detective Walt Moss               | 1x08                    |
| 2005; 2008 | Lost                           | Mike Walton                            | 2x08, 4x01              |
| 2006       | Close to Home                  | Dan Johnson                            | 1x16                    |
| 2006       | CSI: NY                        | Vern Dox                               | 2x19                    |
| 2006–2007  | Standoff                       | Frank Rogers                           | 16 episodis             |
| 2007–2008  | Life                           | Mark Rawls                             | 1x01, 1x11, 2x06        |
| 2007       | Bones                          | Lucky                                  | 3x03                    |
| 2007       | Criminal Minds                 | Francis Goehring                       | 3x07                    |
| 2008       | The Cleaner                    | JWB                                    | 1x01                    |
| 2009       | Knight Rider                   | Lead Gunman                            | 1x13                    |
| 2009       | Eleventh Hour                  | Ben Finney                             | 1x14                    |
| 2009       | Saving Grace                   | Donald Gilmore                         | 2x08                    |
| 2009–2013  | Southland                      | John Cooper                            | 42 episodis             |
| 2011       | Silent Witness                 | Sam Robb                               | Pel·lícula de televisió |
| 2014–2018  | The Walking Dead               | Abraham Ford                           | 30 episodis             |
| 2015       | Ballers                        | Dan Balasmo                            | 1x08-1x09               |
| 2018       | Young Sheldon                  | NASA                                   | 1x19                    |
| 2018–2019  | The Kids Are Alright           | Mike Cleary                            | 23 episodis             |
| 2021       | Clarice                        | Paul Krendler                          | 13 episodis             |
| 2022       | Bosch: Legacy                  | Edge                                   | 1x10                    |
| 2023       | Superman & Lois                | Lex Luthor                             |                         |

### Director
| Any             | Títol                          | Notes      |
| --------------- | ------------------------------ | ---------- |
| 2018–2019; 2022 | The Walking Dead               | 4 episodis |
| 2020            | The Walking Dead: World Beyond | 1x06-1x07  |

### Doblatge
| Any  | Títol                          | Paper                     | Notes    |
| ---- | ------------------------------ | ------------------------- | -------- |
| 2005 | Call of Duty 2                 | Pvt. Braeburn             | videojoc |
| 2005 | Call of Duty 2: Big Red One    | Sgt. Glenn "Hawk" Hawkins | videojoc |
| 2007 | Call of Duty 4: Modern Warfare | Griffin                   | videojoc |
| 2009 | Call of Duty: Modern Warfare 2 | Viktor                    | videojoc |
| 2011 | Call of Duty: Modern Warfare 3 | Griffin                   | videojoc |
| 2021 | Invencible                     | Josef / Red Rush          | 1x01     |